# Lijst van rijksmonumenten in Meeden
De plaats Meeden telt 12 inschrijvingen in het rijksmonumentenregister. Hieronder een overzicht.
| Object                                                                                | Oorspronkelijke functie? | Bouwjaar                                  | Architect      | Locatie       | Coördinaten?                 | Nr.?   | Afbeelding                   |
| ------------------------------------------------------------------------------------- | ------------------------ | ----------------------------------------- | -------------- | ------------- | ---------------------------- | ------ | ---------------------------- |
| Boerderij van het Oldambtster type met twee series zaadzoldervensters                 | Boerderij                |                                           |                | Hereweg 83    | 53° 8' 25" NB, 6° 55' 2" OL  | 28414  | Meer afbeeldingen            |
| De Goare                                                                              | Boerderij                | kort na 1848                              |                | Hereweg 87    | 53° 8' 26" NB, 6° 55' 6" OL  | 28415  | Meer afbeeldingen            |
| Boerderij van het Oldambtster type met voorhuis met middenrisaliet en fronton         | Boerderij                | 1835                                      |                | Hereweg 216   | 53° 8' 18" NB, 6° 55' 30" OL | 28416  | Meer afbeeldingen            |
| Boerderij van het Oldambtster type met ingang opzij en twee series zaadzoldervensters | Boerderij                | 1861                                      |                | Hereweg 270   | 53° 8' 17" NB, 6° 55' 46" OL | 28417  | Meer afbeeldingen            |
| Boerderij van het Oldambtster type met ingang opzij en drie series zaadzoldervensters | Boerderij                | 1858                                      |                | Hereweg 334   | 53° 8' 13" NB, 6° 56' 31" OL | 28418  | Meer afbeeldingen            |
| Hervormde kerk, klokkentoren                                                          | Kerk en kerkonderdeel    | ca. 1500                                  |                | Kerkstraat 10 | 53° 8' 21" NB, 6° 55' 55" OL | 28420  | Hervormde kerk, klokkentoren |
| Hervormde kerk op verhoogd kerkhof                                                    | Kerk en kerkonderdeel    | ca. 1400 17e/18e eeuw (ingangsportaal)    |                | Kerkstraat 12 | 53° 8' 22" NB, 6° 55' 56" OL | 28421  | Meer afbeeldingen            |
| Dwarshuisboerderij in eclectische stijl                                               | Boerderij                | 1872 1926 (herb. schuur) 1960 (kapschuur) |                | Hereweg 324   | 53° 8' 14" NB, 6° 56' 11" OL | 520965 | Meer afbeeldingen            |
| Rentenierswoning met aangebouwd achterhuis                                            | Woonhuis                 | waarsch. 1840 1870 (verb.) 1940 (verb.)   |                | Hereweg 314   | 53° 8' 16" NB, 6° 56' 0" OL  | 520970 | Meer afbeeldingen            |
| Rentenierswoning in eclectische stijl                                                 | Woonhuis                 | 1874 1904 (verb.) 1966 (verb.)            |                | Hereweg 249   | 53° 8' 17" NB, 6° 56' 7" OL  | 520971 | Meer afbeeldingen            |
| Rentenierswoning met aangebouwde garage                                               | Woonhuis                 | 1932-'33                                  | N. Boiten Rzn. | Hereweg 237   | 53° 8' 18" NB, 6° 55' 58" OL | 520974 | Meer afbeeldingen            |
| Rentenierswoning in Interbellumstijl                                                  | Woonhuis                 | 1925 1935 (verb.)                         |                | Hereweg 85    | 53° 8' 24" NB, 6° 55' 4" OL  | 520975 | Meer afbeeldingen            |